# Campionato britannico rally
Il Campionato britannico rally (British Rally Championship) è la competizione articolata in più rally che assegna al termine di ogni stagione il titolo nazionale della specialità. La prima edizione venne disputata nel 1958 con la denominazione RAC British Rally Championship, denominazione mantenuta fino al 1977. Dal 1978 si chiamò RACMSA British Open Rally Championship, modificato poi dal 1990 in RACMSA British Rally Championship. Dal 1999 la denominazione del campionato è MSA British Rally Championship.

## Albo d'oro
MSA British Rally Championship
| Stagione | Pilota                                          | Copilota                                        | Vettura                                         |
| -------- | ----------------------------------------------- | ----------------------------------------------- | ----------------------------------------------- |
| 2024     | Chris Ingram                                    | Alexander Kihurani                              | Volkswagen Polo GTI R5 Toyota GR Yaris Rally2   |
| 2023     | Adrien Fourmaux                                 | Alexandre Coria                                 | Ford Fiesta Rally2                              |
| 2022     | Osian Pryce                                     | Noel O'Sullivan Jr.                             | Volkswagen Polo GTI R5                          |
| 2021     | Matt Edwards                                    | Darren Garrod                                   | Volkswagen Polo GTI R5                          |
| 2020     | Matt Edwards*                                   | Darren Garrod*                                  | Volkswagen Polo GTI R5                          |
| 2019     | Matt Edwards                                    | Patrick Walsh                                   | Ford Fiesta R5                                  |
| 2018     | Matt Edwards                                    | Darren Garrod                                   | Ford Fiesta R5                                  |
| 2017     | Keith Cronin                                    | Mikie Galvin                                    | Ford Fiesta R5                                  |
| 2016     | Elfyn Evans                                     | Craig Parry                                     | Ford Fiesta R5                                  |
| 2015     | Il campionato non è stato disputato             | Il campionato non è stato disputato             | Il campionato non è stato disputato             |
| 2014     | Daniel McKenna                                  | Arthur Kierans                                  | Citroën DS3 R3T                                 |
| 2013     | Jukka Korhonen                                  | Marko Salminen                                  | Citroën DS3 R3                                  |
| 2012     | Keith Cronin                                    | Marshall Clarke                                 | Citroën DS3 R3                                  |
| 2011     | David Bogie                                     | Kevin Rae                                       | Mitsubishi Lancer Evo IX R4                     |
| 2010     | Keith Cronin                                    | Barry McNulty                                   | Subaru Impreza STi N15                          |
| 2009     | Keith Cronin                                    | Greg Shinnors                                   | Mitsubishi Lancer Evo IX R4                     |
| 2008     | Guy Wilks                                       | Rory Kennedy                                    | Mitsubishi Lancer Evo IX R4                     |
| 2007     | Guy Wilks                                       | Phil Pugh                                       | Mitsubishi Lancer Evo IX R4                     |
| 2006     | Mark Higgins                                    | Rory Kennedy                                    | Subaru Impreza STi N12                          |
| 2005     | Mark Higgins                                    | Bryan Thomas                                    | Ford Focus RS WRC 02                            |
| 2004     | David Higgins                                   | Brian Murphy                                    | Hyundai Accent WRC Evo 3                        |
| 2003     | Jonny Milner                                    | Nicky Beech                                     | Toyota Corolla WRC                              |
| 2002     | Jonny Milner                                    | Nicky Beech                                     | Toyota Corolla WRC                              |
| 2001     | non disputato per l'epidemia di afta epizootica | non disputato per l'epidemia di afta epizootica | non disputato per l'epidemia di afta epizootica |
| 2000     | Marko Ipatti                                    | Bryan Thomas                                    | Mitsubishi Lancer Evolution VI N4               |
| 1999     | Tapio Laukkanen                                 | Kaj Lindström                                   | Renault Maxi Mégane                             |

RACMSA British Rally Championship
| Stagione | Pilota          | Copilota      | Vettura                     |
| -------- | --------------- | ------------- | --------------------------- |
| 1998     | Martin Rowe     | Derek Ringer  | Renault Mégane Maxi         |
| 1997     | Mark Higgins    | Phil Mills    | Nissan Sunny GTi            |
| 1996     | Gwyndaf Evans   | Howard Davies | Ford Escort RS2000          |
| 1995     | Alister McRae   | David Senior  | Nissan Sunny GTi            |
| 1994     | Malcolm Wilson  | Bryan Thomas  | Ford Escort RS Cosworth     |
| 1993     | Richard Burns   | Robert Reid   | Subaru Legacy RS            |
| 1992     | Colin McRae     | Derek Ringer  | Subaru Legacy RS            |
| 1991     | Colin McRae     | Derek Ringer  | Subaru Legacy RS            |
| 1990     | David Llewellin | Phil Short    | Toyota Celica GT-Four ST165 |

RACMSA British Open Rally Championship
| Stagione | Pilota           | Copilota        | Vettura                     |
| -------- | ---------------- | --------------- | --------------------------- |
| 1989     | David Llewellin  | Phil Short      | Toyota Celica GT-Four ST165 |
| 1988     | Jimmy McRae      | Rob Arthur      | Ford Sierra RS Cosworth     |
| 1987     | Jimmy McRae      | Ian Grindrod    | Ford Sierra RS Cosworth     |
| 1986     | Mark Lovell      | Roger Freeman   | Ford RS200                  |
| 1985     | Russell Brookes  | Mike Broad      | Opel Manta 400              |
| 1984     | Jimmy McRae      | Mike Nicholson  | Opel Manta 400              |
| 1983     | Stig Blomqvist   | Björn Cederberg | Audi Quattro A2             |
| 1982     | Jimmy McRae      | Ian Grindrod    | Opel Ascona 400             |
| 1981     | Jimmy McRae      | Ian Grindrod    | Opel Ascona 400             |
| 1980     | Ari Vatanen      | David Richards  | Ford Escort RS1800          |
| 1979     | Pentti Airikkala | Risto Virtanen  | Vauxhall Chevette HSR       |
| 1978     | Hannu Mikkola    | Arne Hertz      | Ford Escort RS1800          |

RAC British Rally Championship
| Stagione | Pilota          | Copilota          | Vettura                         |
| -------- | --------------- | ----------------- | ------------------------------- |
| 1977     | Russell Brookes | John Brown        | Ford Escort RS1800              |
| 1976     | Ari Vatanen     | Peter Bryant      | Ford Escort RS1800              |
| 1975     | Roger Clark     | Jim Porter        | Ford Escort RS1800              |
| 1974     | Billy Coleman   | Dan O'Sullivan    | Ford Escort RS1600              |
| 1973     | Roger Clark     | Jim Porter        | Ford Escort RS1600              |
| 1972     | Roger Clark     | Jim Porter        | Ford Escort RS1600              |
| 1971     | Chris Sclater   | Martin Holmes     | Ford Escort RS1600              |
| 1970     | Will Sparrow    | Nigel Raeburn     | Mini Cooper S 1275              |
| 1969     | John Bloxham    | Richard Harper    | Lancia Fulvia HF/Ford Escort TC |
| 1968     | Colin Malkin    | John Brown        | Hillman Rallye Imp              |
| 1967     | Jim Bullough    | Don Barrow        | Ford Lotus Cortina              |
| 1966     | Roy Fidler      | Alan Taylor       | Triumph 2000                    |
| 1965     | Roger Clark     | Jim Porter        | Ford Cortina                    |
| 1964     | Eric Jackson    | Ken Joseph        | Ford Cortina GT                 |
| 1963     | Tony Fisher     | Brian Melia       | Mini Cooper                     |
| 1962     | Tony Fisher     | Brian Melia       | Mini Cooper                     |
| 1961     | Bill Bengry     | David Skeffington | Volkswagen 1500                 |
| 1960     | Bill Bengry     | David Skeffington | Volkswagen 1200                 |
| 1959     | John Sprinzel   | Stuart Turner     | Austin-Healey Sprite            |
| 1958     | Ron Gouldbourn  | Stuart Turner     | Triumph TR3A                    |

## Vittorie per nazionalità (piloti)
| Nazione      | Numero di vittorie | Anni |
| ------------ | ------------------ | --- |
| Inghilterra  | 27                 | 2024, 2008, 2007, 2003, 2002, 1994, 1993, 1986, 1986, 1977, 1975, 1973, 1972, 1971, 1970, 1969, 1968, 1967, 1966, 1965, 1964, 1963, 1962, 1961, 1960, 1959, 1958 |
| Scozia       | 9                  | 2011, 1995, 1992, 1991, 1988, 1987, 1984, 1982, 1981 |
| Galles       | 9*                 | 2022, 2021, 2020, 2019, 2018, 2016, 1996, 1990, 1989 |
| Finlandia    | 7                  | 2013, 2000, 1999, 1980, 1979, 1978, 1976 |
| Irlanda      | 6                  | 2017, 2014, 2012, 2010, 2009, 1974 |
| Isola di Man | 5                  | 2006, 2005, 2004, 1998, 1997 |
| Svezia       | 1                  | 1983 |
| Francia      | 1                  | 2023 |